# Boelie Kessler
Hermann Johannes „Boelie” Kessler (ur. 30 listopada 1896 w Hadze, zm. 17 sierpnia 1971) – piłkarz holenderski grający na pozycji napastnika. W swojej karierze rozegrał 9 meczów i strzelił 2 bramki w reprezentacji Holandii. Jego brat Dolf oraz kuzyni Dé i Tonny Kessler także byli piłkarzami i reprezentantami kraju.

## Kariera klubowa
W swojej karierze piłkarskiej Kessler grał w klubie HVV Den Haag.

## Kariera reprezentacyjna
W reprezentacji Holandii Kessler zadebiutował 9 czerwca 1919 roku w wygranym 3:1 towarzyskim meczu ze Szwecją, rozegranym w Amsterdamie. Od 1919 do 1922 roku rozegrał w kadrze narodowej 9 meczów i zdobył 2 gole.